# Live in London and New York
Pour les articles homonymes, voir Live in London.
Albums de Corinne Bailey Rae
Corinne Bailey Rae
(2006)
Live in London and New York est le premier album live (le second au total) de la chanteuse anglaise Corinne Bailey Rae. Il est sorti en mars 2007 en Europe et en avril 2007 dans le reste du monde.
Cet album est un coffret incluant un CD et un DVD couvrant deux concerts. Le CD fut enregistré au Webster Hall à New York et le DVD fut filmé à St Luke's à Londres. C'est une production de la BBC. Les listes des chansons du CD et du DVD sont les mêmes.

## Liste des titres
CD - Live in New York
1. "Call Me When You Get This" – 5:53
2. "Trouble Sleeping" – 3:49
3. "Breathless" – 5:14
4. "Enchantment" – 4:29
5. "Till It Happens to You" – 4:53
6. "Since I've Been Loving You" – 5:48
7. "Like a Star" – 5:26
8. "Put Your Records On" – 3:53
9. "Butterfly" – 4:02
10. "I'd Like To" – 5:28
11. "Choux Pastry Heart" – 4:56
12. "Seasons Change" – 5:50

DVD - Live in London
1. Call Me When You Get This
2. Trouble Sleeping
3. Breathless
4. Enchantment
5. Till It Happens To You
6. Since I've Been Loving You
7. Like A Star
8. Put Your Records On
9. Butterfly
10. I'd Like To
11. Choux Pastry Heart
12. Season's Change

### Pack Bonus
CD 1 - Corinne Bailey Rae (album)
1. "Like a Star" – 4:03
2. "Enchantment" – 3:57
3. "Put Your Records On" – 3:35
4. "Till It Happens to You" – 4:38
5. "Trouble Sleeping" – 3:28
6. "Call Me When You Get This" – 5:04
7. "Choux Pastry Heart" – 3:57
8. "Breathless" – 4:15
9. "I'd Like To" – 4:08
10. "Butterfly" – 3:53
11. "Seasons Change" – 4:55

CD 2 - Live in New York
1. "Call Me When You Get This" – 5:53
2. "Trouble Sleeping" – 3:49
3. "Breathless" – 5:14
4. "Enchantment" – 4:29
5. "Till It Happens to You" – 4:53
6. "Since I've Been Loving You" – 5:48
7. "Like a Star" – 5:26
8. "Put Your Records On" – 3:53
9. "Butterfly" – 4:02
10. "I'd Like To" – 5:28
11. "Choux Pastry Heart" – 4:56
12. "Seasons Change" – 5:50

DVD - Live in London
1. Call Me When You Get This
2. Trouble Sleeping
3. Breathless
4. Enchantment
5. Till It Happens To You
6. Since I've Been Loving You
7. Like A Star
8. Put Your Records On
9. Butterfly
10. I'd Like To
11. Choux Pastry Heart
12. Season's Change

## Musiciens présents
- Groupe à Londres et à New York
  - Corinne Bailey Rae - Voix et guitare
  - Oroh Angima - Guitare Basse
  - Jan Ozveren - Guitare
  - Alexander Bennet - Claviers
  - Sam Blue Agard - Batteries
  - LaDonna Harley-Peters et Vicky Akintona - Cœurs
- Londres seulement
  - Jason Rae - Saxophone alto/flûte
  - Jim Corry - Saxophone Ténor
  - Malcolm Strachan - Trompette
- Cordes [Londres seulement]
  - Gavyn Wright
  - Perry Manson
  - Bea Lovehoy
  - Jacky Shave
  - Tom Piggot Smith
  - Everton Nelson
  - Cate Musker
  - Chris Pistiledes
  - Caroline Dale
  - Joely Koos

## Classement
| Chart (2007)              | Peak position |
| ------------------------- | ------------- |
| Australian ARIA DVD Chart | 52            |
| Classement DVD brésilien  | 1             |
| Classement DVD portugais  | 28            |

## Dates des sorties
| Pays       | Date          | Label   | Format | Catalogue |
| ---------- | ------------- | ------- | ------ | --------- |
| Europe     | 12 mars 2007  | EMI     | CD+DVD |           |
| Australie  | 24 mars 2007  | Capitol | DVD+CD |           |
| États-Unis | 3 avril 2007  | Capitol | CD+DVD |           |
| Brésil     | 3 avril 2007  | EMI     | CD+DVD |           |
| Mexique    | 16 avril 2007 | EMI     | DVD+CD |           |